# Kubanischer Schlitzrüssler

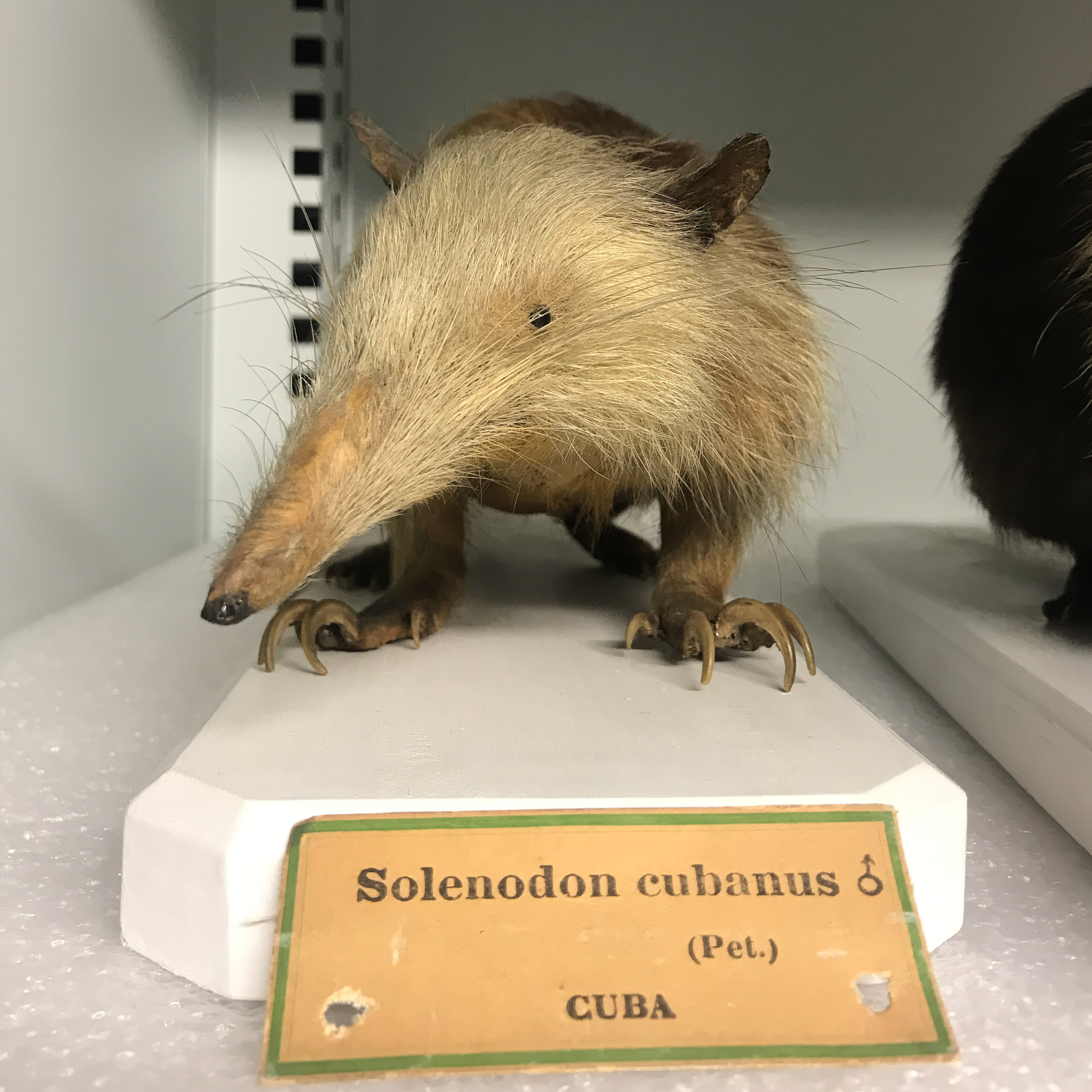
Ausgestopftes Exemplar im Muséum national d’histoire naturelle

Der Kubanische Schlitzrüssler oder Almiquí (Atopogale cubana, Syn.: Solenodon cubanus) ist eine Säugetierart aus der Ordnung der Insektenfresser (Eulipotyphla). Zusammen mit dem Dominikanischen oder Haiti-Schlitzrüssler bildet er die Familie der Schlitzrüssler (Solenodontidae). Er ist auf der Insel Kuba endemisch und stark gefährdet.

## Merkmale
Wie alle Schlitzrüssler ähnelt der Kubanische Schlitzrüssler einer großen, stämmig gebauten Spitzmaus. Kennzeichnend ist die lange, rüsselartige Nase, die Beine und der Schwanz sind annähernd unbehaart. Von der zweiten Schlitzrüsslerart, dem Dominikanischen Schlitzrüssler, unterscheidet er sich durch ein längeres, weicheres Fell, das auch dunkler – meist schwarzbraun – gefärbt ist. Die Kopfrumpflänge beträgt rund 28 bis 39 Zentimeter und das Gewicht 0,8 bis 1 Kilogramm.
Wie alle Schlitzrüssler produziert der Kubanische Schlitzrüssler in der Unterkiefer-Speicheldrüse ein Nervengift, das ihm erlaubt, relativ große Beutetiere zu überwältigen.

## Verbreitung und Lebensraum
Kubanische Schlitzrüssler sind auf der Insel Kuba endemisch. Heute ist ihr Verbreitungsgebiet auf kleine Regionen im Südosten der Insel eingeschränkt. Ihr Lebensraum sind Wälder, manchmal bewohnen sie auch Grasländer.

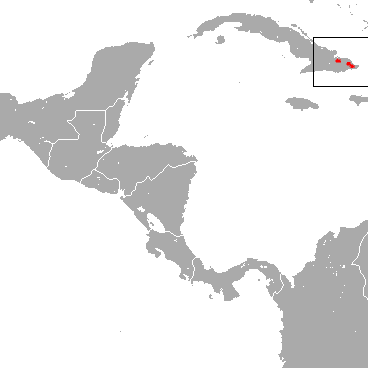
Verbreitungskarte des Kubanischen Schlitzrüsslers

## Lebensweise
Die Lebensweise des Kubanischen Schlitzrüsslers ist weniger erforscht als die seines dominikanischen Verwandten. Er ist vorwiegend nachtaktiv und verbringt den Tag in Felsspalten, Erdlöchern oder selbstgegrabenen Bauen verborgen. Bei der Nahrungssuche suchen sie entweder auf der Oberfläche oder unter der Erde mit ihrer rüsselartigen Nase nach Essbarem, manchmal verwenden sie auch die starken Krallen der Vorderpfoten dazu.
Kubanische Schlitzrüssler sind Allesfresser, die aber vorwiegend Fleisch zu sich nehmen. Auf ihrem Speiseplan stehen Doppelfüßer, Insekten, Regenwürmer, aber auch kleine Wirbeltiere und manchmal Früchte und anderes Pflanzenmaterial.
Auch über die Fortpflanzung ist wenig bekannt. Vermutlich dürfte sie weitgehend mit der des Dominikanischen Schlitzrüsslers übereinstimmen.

## Systematik
Die Erstbeschreibung des Kubanischen Schlitzrüsslers schrieb der deutsche Zoologe Wilhelm Peters. Sie wurde im Jahre 1861 in den Monatsberichten der Preußischen Akademie der Wissenschaften veröffentlicht. Er ordnete die Art der Gattung Solenodon zu, die 1833 durch den deutschen Naturforscher Johann Friedrich von Brandt mit der Erstbeschreibung des Dominikanischen Schlitzrüssler (Solenodon paradoxus) aufgestellt worden ist. 1925 führte der spanisch-argentinische Mammaloge Ángel Cabrera Latorre die Gattung Atopogale ein. In den meisten Publikationen wurde der Kubanische Schlitzrüssler aber weiterhin als  Solenodon cubanus geführt. In einer im Jahr 2004 veröffentlichten Arbeit über den kreidezeitlichen Ursprung der Insektenfresser der Großen Antillen wurde empfohlen, für den Kubanischen Schlitzrüssler die Gattungsbezeichnung Atopogale zu verwenden, da sich Kuba und Hispaniola vor etwa 25 bis 27 Millionen Jahren geologisch voneinander getrennt haben und die zum Kubanischen und Dominikanischen Schlitzrüssler verlaufenden evolutionären Linien seit dieser Zeit ebenfalls getrennte Wege gehen. Im Handbook of the Mammals of the World, einem Standardwerk zur Mammalogie, und bei der Internationalen Union zur Bewahrung der Natur (IUCN) hat der Kubanische Schlitzrüssler die wissenschaftliche Bezeichnung Atopogale cubana.

## Bedrohung
Die Hauptgründe der Bedrohung des Kubanischen Schlitzrüsslers sind einerseits die Nachstellung durch eingeschleppte Tiere wie Haushunde, Hauskatzen und Mungos. Zum anderen schränkt die Zerstörung ihres Lebensraums ihre Verbreitungsgebiete immer weiter ein.
Nach ihrer Erstbeschreibung wurden nur wenige Exemplare dieser Art gefunden, Mitte des 20. Jahrhunderts fürchtete man, dass sie bereits ausgestorben sein könnte. Seit den 1970er-Jahren wurden wieder Exemplare in den östlichen Regionen Kubas gefunden, zuletzt in den Jahren 1999, 2003 und 2012. Beim letzten Fund im Jahr 2012 wurden im Gebiet von El Toldo, im Alexander-von-Humboldt-Nationalpark bzw. Biosphärenreservat Cuchillas del Toa sieben gesunde Exemplare gefunden. Der Biologe Dr. Rafael Borroto Páez vom kubanischen Umweltministerium wertete dies als Zeichen für eine langsame Erholung der Population. Die Art gilt als selten, die IUCN listet sie als stark gefährdet (endangered).